# Скакава Горња
Скакава Горња је насељено мјесто у саставу дистрикта Брчко, БиХ.

## Географски положај
Налази се 20 km југозападно од Брчког и ријеке Саве, уз обронке Мајевице. У близини се налазе рушевине старог фрањевачког самостана и цркве св. Фрање.

## Становништво
| Националност       | 1991.          | 1981.        | 1971.        |
| Хрвати             | 1.581 (91,01%) | 913 (98,17%) | 920 (98,81%) |
| Срби               | 142 (8,17%)    | 4 (0,43%)    | 4 (0,42%)    |
| Муслимани          | 3 (0,17%)      | 0            | 1 (0,10%)    |
| Југословени        | 5 (0,28%)      | 4 (0,43%)    | 2 (0,21%)    |
| остали и непознато | 6 (0,34%)      | 9 (0,96%)    | 4 (0,42%)    |
| Укупно             | 1.737          | 930          | 931          |

На пописима 1971. и 1981. године, постојало је и насељено мјесто Скакава Горња , које је на попису 1991. године припојено насељеном мјесту Скакава Горња.

## Познате особе
- Аугустин Аугустиновић, свештеник и писац

## Спољашњњ везе
- https://web.archive.org/web/20110302002940/http://gornja-skakava.com/